# Ульсон, Антон
Анто́н У́льсон (швед. Anton Olson, 1881 — 1967) — шведский шахматист, мастер, неоднократный чемпион Швеции, победитель турнира северных стран (1919).
В 1921 году выиграл матч у Г. Нюхольма, но вскоре потерпел поражение в матч-реванше. В 1923 году выиграл турнир, который сейчас считается неофициальным чемпионатом страны. Много раз представлял Швецию в турнирах северных стран. В 1920 году участвовал в международном турнире в Гётеборге, первом крупном турнире после окончания Первой Мировой войны.

## Спортивные результаты
| Год  | Город      | Соревнование                                      | + | − | = | Результат | Место |
| ---- | ---------- | ------------------------------------------------- | - | - | - | --------- | ----- |
| 1912 | Стокгольм  | 8-й турнир северных стран (побочный турнир)       |   |   |   | 6½ из 15  | 11    |
| 1917 | Стокгольм  | Чемпионат Швеции (неофициальный)                  |   |   |   |           | 1—2   |
|      | Стокгольм  | Матч с О. Лёвенборгом (на звание чемпиона Швеции) |   |   |   | 2 : 3     |       |
| 1919 | Стокгольм  | Матч с Г. Нюхольмом (на звание чемпиона Швеции)   |   |   |   | 1½ : 3½   |       |
|      | Мальме     | Чемпионат Швеции (неофициальный)                  |   |   |   |           | 1     |
|      | Гётеборг   | 11-й турнир северных стран                        | 6 | 2 | 3 | 7½ из 11  | 1—2   |
| 1920 | Гётеборг   | Международный турнир (побочный турнир)            | 6 | 7 | 2 | 7 из 15   | 11—12 |
| 1921 | Стокгольм  | Матч с Г. Нюхольмом (на звание чемпиона Швеции)   |   |   |   | 3 : 2     |       |
|      | Стокгольм  | Матч с Г. Нюхольмом (на звание чемпиона Швеции)   |   |   |   | 1½ : 3½   |       |
| 1923 | Уппсала    | Чемпионат Швеции (неофициальный)                  |   |   |   |           | 1—2   |
| 1924 | Копенгаген | 12-й турнир северных стран                        |   |   |   |           | 4—8   |
| 1928 | Осло       | 13-й турнир северных стран                        |   |   |   |           | 8     |